# Liste des lieux patrimoniaux de North Okanagan
Cet article recense les lieux patrimoniaux du district régional de North Okanagan inscrit au répertoire des lieux patrimoniaux du Canada, qu'ils soient de niveau provincial, fédéral ou municipal.

## Liste des lieux patrimoniaux
| [ 1 ] | Lieu patrimonial                       | Illustration                           | Municipalité | Adresse                   | Coordonnées       | No    | Constr. | Prot.                                 | Rec. | Notes |
| ----- | -------------------------------------- | -------------------------------------- | ------------ | ------------------------- | ----------------- | ----- | ------- | ------------------------------------- | ---- | ----- |
| P     | Mackie Lake House                      | Mackie Lake House                      | Coldstream   | 7808 Kidston Road         | 50.2224 -119.262  | 5612  | 1910    | Provincial Heritage Site (Designated) | 1987 |       |
| M     | Bank of Montreal                       | Bank of Montreal                       | Vernon       | 2908 32nd Street          | 50.2632 -119.274  | 17068 | 1894    | Community Heritage Register           | 2000 |       |
| M     | Bank of Commerce                       | Bank of Commerce                       | Vernon       | 3117 30th Avenue          | 50.2639 -119.273  | 17108 | 1914    | Community Heritage Register           | 2000 |       |
| M     | Campbell House                         | Campbell House                         | Vernon       | 2203 30th Avenue          | 50.264 -119.2616  | 17063 | 1898    | Heritage Designation                  | 1993 |       |
| F     | Édifice fédéral de Vernon              | Édifice fédéral de Vernon              | Vernon       | 3101 32nd Avenue          | 50.266 -119.272   | 9590  |         | Recognized Federal Heritage Building  | 1997 |       |
| M     | First Crowell House                    | First Crowell House                    | Vernon       | 2805 27th Street          | 50.2627 -119.266  | 17062 | 1893    | Heritage Designation                  | 1991 |       |
| M     | Fred Galbraith House                   | Téléverser                             | Vernon       | 3203 26th Street          | 50.2659 -119.265  | 17101 | 1937    | Community Heritage Register           | 2000 |       |
| M     | Girouard Cabin and Park                | Téléverser                             | Vernon       | 3001 35th Street          | 50.2642 -119.28   | 17102 | 1867    | Heritage Designation                  | 1981 |       |
| M     | Land and Agricultural Company Building | Land and Agricultural Company Building | Vernon       | 2923 30th Avenue          | 50.264 -119.27    | 17066 | 1911    | Community Heritage Register           | 2000 |       |
| F     | Manège militaire Brigadier Murphy      | Téléverser                             | Vernon       | 29th & 21st Avenue        | 50.2559 -119.269  | 9504  | 1913    | Recognized Federal Heritage Building  | 1997 |       |
| M     | Mohr House                             | Téléverser                             | Vernon       | 2301 32nd Avenue          | 50.2655 -119.263  | 17064 | 1893    | Heritage Designation                  | 1996 |       |
| M     | Owens House                            | Téléverser                             | Vernon       | 2000 37th Avenue          | 50.2685 -119.258  | 17070 | 1909    | Community Heritage Register           | 2000 |       |
| M     | Park School                            | Téléverser                             | Vernon       | 2704 Highway #6           | 50.2606 -119.271  | 17103 | 1893    | Heritage Designation                  | 1981 |       |
| M     | Pleasant Valley Cemetery               | Téléverser                             | Vernon       | 4311 Pleasant Valley Road | 50.2773 -119.2495 | 17104 | 1902    | Community Heritage Register           | 2000 |       |
| M     | The Rock Park                          | Téléverser                             | Vernon       | 3210 Centennial Drive     | 50.2648 -119.28   | 17107 |         | Community Heritage Register           | 2000 |       |
| M     | Second Crowell House                   | Second Crowell House                   | Vernon       | 1800 32nd Avenue          | 50.2651 -119.256  | 17067 | 1910    | Community Heritage Register           | 2000 |       |
| M     | Smith House                            | Smith House                            | Vernon       | 1705 32nd Avenue          | 50.2658 -119.255  | 17061 | 1908    | Heritage Designation                  | 1981 |       |
| M     | Spinks/Ellison House                   | Téléverser                             | Vernon       | 2159 36th Avenue          | 50.2682 -119.26   | 17069 | 1894    | Community Heritage Register           | 2000 |       |
| M     | St. James Catholic Church              | St. James Catholic Church              | Vernon       | 2607 27th Street          | 50.2618 -119.266  | 17105 | 1910    | Community Heritage Register           | 2000 |       |
| M     | Urquhart House                         | Urquhart House                         | Vernon       | 2501 23rd Avenue          | 50.2588 -119.265  | 17065 | 1912    | Community Heritage Register           | 2000 |       |
| M     | Vernon CPR Station                     | Téléverser                             | Vernon       | 3101 29th Street          | 50.2646 -119.269  | 17106 | 1911    | Community Heritage Register           | 2000 |       |